# Сущово (село, Костромська область)
Сущово (рос. Сущёво) — село в Костромському районі Костромської області Російської Федерації.
Населення становить 1445 осіб. Входить до складу муніципального утворення Сущовське сільське поселення.

## Історія
У 1936-1944 року населений пункт перебував у складі Ярославської області. Від 1944 належить до Костромської області.
Від 2007 року входить до складу муніципального утворення Сущовське сільське поселення.

## Населення
| 2008 | 2010  | 2014  |
| ---- | ----- | ----- |
| 1429 | ↘1323 | ↗1445 |